# Hans Pollack
Hans Pollack (* 8. Juli 1891 in Linz, Österreich-Ungarn; † 14. August 1968 ebenda) war ein österreichischer Maler, Grafiker und Bankbeamter.
Er zählt zu den Gründungsmitgliedern der Künstlervereinigung MAERZ und der Mühlviertler Künstlergilde. Von 1950 bis 1953 und von 1955 bis 1965 war er Präsident des Oberösterreichischen Künstlerbundes.

## Leben und Beruf
Pollack entstammt einer Linzer Kaufmannsfamilie, besuchte nach der Übungsschule die Realschule in Linz und trat nach der Matura 1909 als Beamter in die Allgemeine Sparkasse Linz ein und war dort unterbrochen durch den Kriegseinsatz bis zu seiner Pensionierung 1942 tätig. Er war Soldat im Ersten Weltkrieg an der Ostfront und rüstete als k.u.k. Leutnant der Reserve im November 1918 ab. 1936 trat er der illegalen NSDAP bei, beantragte dann am 25. Mai 1938 die reguläre Aufnahme in die Partei und wurde rückwirkend zum 1. Mai desselben Jahres aufgenommen (Mitgliedsnummer 6.315.078).
Pollack hatte einen Sohn aus erster Ehe mit Maria Wagmeister und war ab 1931 in zweiter Ehe mit Hildegard Gfrerer verheiratet, von der er 1945 geschieden wurde. Hildegard war eine Verbindung mit Gerhard Bast eingegangen, hatte mit diesem einen Sohn (Martin). Die beiden heirateten im Februar 1945. Nach Basts Tod heirateten Hans und Hildegard 1947 erneut. Hans Pollack ist also der Stiefvater von Martin Pollack.
1944 wurde sein Haus in Linz samt Atelier durch Bomben zerstört und er musste mit seiner Frau und seinen drei Kindern vorübergehend in einem Einödbauernhof in der Steiermark wohnen. Das Haus in Linz baute er in kleinerem Umfang wieder auf, sodass es 1948 bezogen werden konnte.
Am 14. August 1968 starb Hans Pollack im Alter von 77 Jahren in seiner Geburtsstadt Linz.

## Malerei
Seine Fähigkeiten für die Malerei erwarb er sich autodidaktisch. Er war von Jugend auf mit Franz Sedlacek befreundet und zeichnete viel mit Feder, Bleistift und Kreide, aquarellierte, zeichnete Plakate und Exlibris, malte große figurale Bilder in Öl und Tempera und beschäftigte sich mit Aktmalerei.
Nach seiner Pensionierung widmete er sich ganz seinem künstlerischen Schaffen. Auf Reisen nach Wien, München, Dresden, Paris, Basel, Florenz, Mailand, Venedig und Siena lernte er Bilder der dortigen Galerien kennen.
Ab 1945 entwickelte sich seine künstlerische Tätigkeit in drei Richtungen: Landschaftsbild in Öl (Mühlviertel, Südtiroler Dolomiten und Kompositionen), Bildnisse in Farbkreiden und Graphik (Kreidezeichnungen, vor allem Städtebilder) und Rohrfeder-Zeichnungen mit einer selbstentwickelten Technik.
Ab den 1950er Jahren zählte die Hügellandschaft des Mühlviertels zu seinen Lieblingsobjekten.

## Werke
Seine Bilder werden auf internationalen Auktionen gehandelt.

## Ausstellungen
Bilder von Hans Pollack wurden zuletzt bei folgenden Ausstellungen gezeigt:
- Museum der Stadt Linz - Nordico: 100 Jahre MAERZ - Die Anfänge 1913 bis 1938 (2013)[5]
- Lentos Kunstmuseum Linz: LINZ BLICK. Stadtbilder in der Kunst 1909 bis 2009 (2009)
- Landesgalerie am Oberösterreichischen Landesmuseum: Die Ordnung der Dinge - Neue Sachlichkeit in Oberösterreich (2005)
- Kunstpavillon am Ellernfeld, Kunstverein Aurich: Ostfriesische Freiheit (2003)

## Kunstvereine
Pollack gehörte gemeinsam mit Franz Sedlacek, Klemens Brosch und Franz Brosch, Heinz Bitzan und Max Fellerer zu den Begründern der Künstlervereinigung MAERZ und stand diesem von 1934 bis 1938 und nach der Zusammenführung mit dem Oberösterreichischen Kunstverein und der Umbenennung in Künstlerbund Oberdonau von 1942 bis 1945 als Präsident vor. Pollack war in dieser Zeit Stellvertreter von Ernst August von Mandelsloh, dem Landesleiter der Reichskulturkammer der Bildenden Künste, und Beirat für bildende Kunst im städtischen Kulturamt in Linz.
Nach dem Zweiten Weltkrieg gehörte Pollack zu den Gründungsmitgliedern der Mühlviertler Künstlergilde. Von 1950 bis 1953 sowie von 1955 bis 1965 war er Präsident des Oberösterreichischen Künstlerbundes. 1966 wurde er dort Ehrenpräsident.

## Auszeichnungen
Eine genaue Auflistung von Ehrungen ist im Biographischen Lexikon von Oberösterreich enthalten:
- Ehrenpräsident des OÖ. Künstlerbundes (1966)
- Berufstitel Professor
- Ehrendoktorat